# Топал (Астраханская область)
Топал  — посёлок в Красноярском районе Астраханской области России. Входит в состав Ахтубинского сельсовета.

## География
Посёлок находится в юго-восточной части Астраханской области, на левом берегу реки Ахтубы. 
Уличная сеть посёлка состоит из 3 улиц: ул. ул. Мира, ул. Набережная, ул. Новая.
Абсолютная высота — 23 метра ниже уровня моря.
Климат умеренный, резко континентальный. Характеризуется высокими температурами летом и низкими — зимой, малым количеством осадков, а также большими годовыми и летними суточными амплитудами температуры воздуха.

## Население
| 2002 | 2010 |
| ---- | ---- |
| 437  | ↗456 |

Национальный и гендерный состав
По данным Всероссийской переписи, в 2010 году численность населения посёлка составляла 456 человек (228 мужчин и 228 женщин). 
| Национальность | Численность | Процент |
| -------------- | ----------- | ------- |
| Казахи         | 322         | 70,6%   |
| Русские        | 105         | 23%     |
| Табасараны     | 11          | 2,4%    |
| Аварцы         | 6           | 1,3%    |
| Метисы         | 5           | 1,1%    |
| Ногайцы        | 4           | 0,9%    |
| Узбеки         | 3           | 0,7%    |
| Всего          | 456         | 100%    |

## Инфраструктура
В посёлке находилась животноводческая ферма.  

## Транспорт
Единственная автодорога, связывающая остров, на котором расположен посёлок, с материком, проходит по понтонной переправе в 7 километрах к югу от Топала в районе посёлка Комсомольский. В черте Топала имеется ещё один понтон, пригодный только для пешеходов и соединяющий посёлок с Досангом. До 2018 года он находился в аварийном состоянии, оставаясь при этом основной дорогой во внешний мир для большинства посельчан.
Ближайшая железнодорожная станция — ст. Досанг Астраханского отделения Приволжской железной дороги